# Hory
Hory település Csehországban, a Karlovy Vary-i járásban. Hory Nové Sedlo, Karlovy Vary, Mírová, Jenišov és Loket településekkel határos. Lakosainak száma 439 fő (2024. január 1.).

## Népesség
A település lakosságának változását az alábbi diagram mutatja:
| Lakosok száma | 452  | 647  | 928  | 391  | 197  | 185  | 256  | 281  | 375  | 439  |
|               | 1869 | 1890 | 1921 | 1950 | 1980 | 2001 | 2017 | 2019 | 2022 | 2024 |